# Tirot
Il tiròt in dialetto mantovano (o tirotto) è una specialità gastronomica di Felonica nella provincia di Mantova, simile alla pincia, è fatto di farina tipo "0" e cipolle. Appartiene all'elenco dei prodotti agroalimentari tradizionali italiani del Ministero delle politiche agricole alimentari e forestali, fra i prodotti tradizionali della regione Lombardia.

## Descrizione
Di questa ricetta si hanno notizie già nel vocabolario mantovano-italiano di Francesco Cherubini, del 1827. Il nome del "tiròt" sarebbe da riferire a una fase della preparazione: quella in cui l'impasto (tenero e colloso) viene "tirato" o steso dentro la teglia prima della cottura.
Nella tradizione del mantovano, i braccianti agricoli gustavano questo piatto nei campi, al termine della raccolta delle cipolle, in un momento di festa collettiva detto "sgansega" che vuol dire merenda in dialetto mantovano.
Nell'impasto del Tiròt l'ingrediente principale è la cipolla di Felonica, attentamente selezionata, alla quale si uniscono farina di frumento tipo "0", olio extravergine di oliva, strutto, sale, lievito ed acqua. Dopo averlo versato sulla teglia, si attende la lievitazione prima di cuocerlo in forno. Alla vista si presenta sottile e di color paglierino.
Chiamato nella inflessione dialettale locale "L'Tiròt 'd Flònga".